# イドリース・マアムーン
イドリース・マアムーン（アラビア語：أبو العلا المأمون إدريس بن المنصور, Idris al-Ma'mun, ? - 1232年10月17日）は、ムワッヒド朝第9代アミール（カリフ、在位：1229年 - 1232年）。本名はアブー・アル・アラー・イドリース（Abu al-Ala Idris）。第3代カリフヤアクーブ・マンスールの子で兄弟にムハンマド・ナースィル、アブドゥッラー・アーディルなどがいる。子にアブドゥル・ワーヒド2世、アブールハサン・サイードがいる。
1224年、カリフで甥のユースフ2世の早世から始まったムワッヒド朝の内乱では、初め兄のアブドゥッラー・アーディルを支持、同年に叔父のアブドゥル・ワーヒド1世がシャイフたちに暗殺され兄がカリフに即位、1227年に兄がムワッヒド朝の本拠地モロッコ（マグリブ）・マラケシュへ移った際、イベリア半島（アンダルス）のセビリアの代官として後を託された。しかしカスティーリャの侵略で苦戦を強いられ、9月に兄へ反旗を翻しマアムーンの称号を名乗ると、カスティーリャ王フェルナンド3世へいくつかの砦を提供して30万マラベディの貢納金を支払い、休戦とキリスト教徒傭兵部隊募集を認められた。
10月に兄がシャイフたちに暗殺、彼等にカリフとして擁立された甥ヤフヤー・ムウタスィム（ユースフ2世の弟）を討つため、1228年にアンダルスで対立していたイブン・フードと和解してマラケシュへ渡り、キリスト教徒部隊500騎を活用してムウタスィムを山地へ追いやったが、この部隊使用でムワッヒド朝の宗教的威信を失墜させた。また、ムワッヒド朝から異端扱いされていたマーリク学派の歓心を得るため、1229年または1230年にムワッヒド朝の根幹思想であるタウヒード、およびムワッヒド朝の前身であるムワッヒド運動の指導者イブン・トゥーマルトの無謬性を否定したことはムワッヒド朝の分裂を促進、1229年にアブー・ザカリーヤー1世がチュニジア（イフリーキヤ）でハフス朝を興して独立、モロッコでも相次ぐ部族反乱が起こった。混乱の最中、1232年にムウタスィムに奪われたマラケシュを取り返すための進軍中に急死した。
マアムーンの死後、息子のアブドゥル・ワーヒド2世が後を継いでムウタスィムを討ち取ったが、マグリブでハフス朝、マリーン朝、ザイヤーン朝など勃興し、領土を縮小したムワッヒド朝はこれらとの紛争に忙殺され、アンダルスにまで手が回らず事実上の撤退を余儀なくされた。以後アンダルスはタイファが乱立する中でレコンキスタを遂行したカスティーリャに平定され、ムワッヒド朝はマグリブで衰退を続け1269年にマリーン朝の侵攻で滅亡した。